# 국제노동자협회 (1864년)

국제노동자협회(國際勞動者協會, 영어: International Workingmen's Association, IWA, 프랑스어: Association internationale des travailleurs; AIT) 또는 비공식 명칭으로 제1인터내셔널(First International)는 1864년 9월 28일 영국 런던에서 결성된 최초의 국제적인 노동 운동 조직으로, 1863년 폴란드 봉기 탄압에 항의하는 집회를 계기로 결성되었다. 1866년 스위스 제네바에서 제1차 대회가 열렸으며, 다양한 아나키스트, 사회주의자, 공산주의자들이 참여했다.
카를 마르크스는 제1인터내셔널의 결성 선언문과 규약을 작성하는 등 제1인터내셔널의 결성을 적극 지도했으며 1870년에는 마르크스파가 제1인터내셔널의 지도권을 장악하기에 이른다. 하지만 1871년 프랑스에서 수립된 파리 코뮌이 붕괴된 이후 제1인터내셔널은 쇠퇴하게 되었고 결국 1876년에 해체되고 만다.

## 역대 대회
- 1865년 런던 대회
- 1866년 제네바 대회
- 1867년 로잔 대회
- 1868년 브뤼셀 대회
- 1869년 바젤 대회
- 1871년 런던 대회
- 1872년 헤이그 대회

## 같이 보기
- 제2인터내셔널
- 국제사회주의정당사업협동체
- 노동사회주의 인터내셔널
- 코민테른
- 제4인터내셔널
- 사회주의 인터내셔널